# United Soccer Leagues Professional Division 2014
Nel 2014 la United Soccer Leagues Professional Division è giunta alla sua quarta edizione. Le partecipanti aumentano rispetto alla stagione precedente, raggiungendo le quattordici unità: la sparizione di Antigua Barracuda e VSI Tampa Bay viene compensata dai nuovi arrivi di Oklahoma City Energy, Sacramento Republic e Los Angeles Galaxy II. Quest'ultima è la prima squadra riserve di un club MLS a iscriversi al campionato, grazie all'accordo di collaborazione fra le due leghe avviato nel 2013. Inoltre il Phoenix FC si sposta a Peoria cambiando nome in Arizona United, mentre il Los Angeles Blues cambia nome in Orange County Blues.

## Formula
Il campionato si svolge con un calendario sbilanciato: ogni squadra disputa 28 incontri di stagione regolare, 14 in casa e 14 in trasferta, incontrando almeno due volte ciascun avversario. Le prime otto al termine della stagione regolare partecipano ai play-off, questi ultimi si compongono di quarti, semifinali e finali ad eliminazione diretta in partita unica.
Alla squadra con più punti al termine della stagione regolare viene assegnata la Commissioner's Cup.

## Squadre partecipanti
| Club                   | Città         | Stato             | Stadio                         | Capacità | Affiliazione MLS    |
| ---------------------- | ------------- | ----------------- | ------------------------------ | -------- | ------------------- |
| Arizona United         | Peoria        | Arizona           | Peoria Sports Complex          | 12.339   |                     |
| Charleston Battery     | Charleston    | Carolina del Sud  | Blackbaud Stadium              | 5.100    | Vancouver Whitecaps |
| Charlotte Eagles       | Charlotte     | Carolina del Nord | Restart Field                  | 2.000    |                     |
| Dayton Dutch Lions     | Dayton        | Ohio              | Dayton Out. Center Stadium     | 3.000    | Columbus Crew       |
| Harrisburg City I.     | Harrisburg    | Pennsylvania      | Skyline Sports Complex         | 4.000    | Philadelphia Union  |
| Ventura County         | Los Angeles   | California        | Campo presso lo StubHub Center | 2.000    | LA Galaxy           |
| OKC Energy             | Oklahoma City | Oklahoma          | Taft Stadium                   | 7.500    |                     |
| OC Blues               | Irvine        | California        | Anteater Stadium               | 2.500    |                     |
| Orlando City           | Orlando       | Florida           | Citrus Bowl                    | 65.438   | Sporting K.C.       |
| Pittsburgh Riverhounds | Pittsburgh    | Pennsylvania      | Highmark Stadium               | 3.500    | Houston Dynamo      |
| Richmond Kickers       | Richmond      | Virginia          | City Stadium                   | 22.000   | D.C. United         |
| Rochester Rhinos       | Rochester     | New York          | Sahlen's Stadium               | 13.768   | N.E. Revolution     |
| Sacramento Republic    | Sacramento    | California        | Bonney Field                   | 8.000    | S.J. Earthquakes    |
| Wilmington Hammerheads | Wilmington    | Carolina del Nord | Legion Stadium                 | 6.000    | Toronto FC          |

## Classifica regular season
|  | Pos. | Squadra                | Pt | G  | V  | N  | P  | GF | GS | DR  |
|  | ---- | ---------------------- | -- | -- | -- | -- | -- | -- | -- | --- |
|  | 1.   | Orlando City           | 62 | 28 | 19 | 5  | 4  | 56 | 24 | +32 |
|  | 2.   | Sacramento Republic    | 55 | 28 | 17 | 4  | 7  | 49 | 28 | +21 |
|  | 3.   | Ventura County         | 51 | 28 | 15 | 6  | 7  | 54 | 38 | +16 |
|  | 4.   | Richmond Kickers       | 51 | 28 | 13 | 12 | 3  | 53 | 28 | +25 |
|  | 5.   | Charleston Battery     | 41 | 28 | 11 | 8  | 9  | 36 | 31 | +5  |
|  | 6.   | Rochester Rhinos       | 38 | 28 | 10 | 8  | 10 | 29 | 25 | +4  |
|  | 7.   | Wilmington Hammerheads | 38 | 28 | 9  | 11 | 8  | 35 | 33 | +2  |
|  | 8.   | Harrisburg City I.     | 37 | 28 | 10 | 7  | 11 | 45 | 46 | -1  |
|  | 9.   | Arizona United         | 33 | 28 | 10 | 5  | 13 | 32 | 48 | -16 |
|  | 10.  | OKC Energy             | 32 | 28 | 9  | 5  | 14 | 32 | 37 | -5  |
|  | 11.  | Pittsburgh Riverhounds | 32 | 28 | 9  | 5  | 14 | 35 | 49 | -14 |
|  | 12.  | Charlotte Eagles       | 31 | 28 | 9  | 4  | 15 | 33 | 40 | -7  |
|  | 13.  | OC Blues               | 28 | 28 | 9  | 1  | 18 | 31 | 54 | -23 |
|  | 14.  | Dayton Dutch Lions     | 22 | 28 | 6  | 4  | 18 | 26 | 65 | -39 |

## Play-off
|  | Quarti di finale          | Quarti di finale          | Quarti di finale    |                     |                     | Semifinali          | Semifinali | Semifinali |  |  | Finale | Finale | Finale |  |
|  |                           |                           |                     |                     |                     |                     |            |            |  |  |        |        |        |  |
|  | Orlando City              | Orlando City              | 0                   |                     |                     |                     |            |            |  |  |        |        |        |  |
|  | Orlando City              | Orlando City              | 0                   |                     |                     |                     |            |            |  |  |        |        |        |  |
|  | Harrisburg City I.        | Harrisburg City I.        | 1                   |                     |                     |                     |            |            |  |  |        |        |        |  |
|  | Harrisburg City I.        | Harrisburg City I.        | 1                   |                     | Harrisburg City I.  | Harrisburg City I.  | 3          |            |  |  |        |        |        |  |
|  |                           |                           |                     |                     | Harrisburg City I.  | Harrisburg City I.  | 3          |            |  |  |        |        |        |  |
|  |                           |                           | Richmond Kickers    | Richmond Kickers    | 2                   |                     |            |            |  |  |        |        |        |  |
|  | Richmond Kickers (d.t.s.) | Richmond Kickers (d.t.s.) | Richmond Kickers    | Richmond Kickers    | 2                   | 2                   |            |            |  |  |        |        |        |  |
|  | Richmond Kickers (d.t.s.) | Richmond Kickers (d.t.s.) |                     |                     |                     |                     |            |            |  |  |        |        |        |  |
|  | Charleston Battery        | Charleston Battery        | 1                   |                     |                     |                     |            |            |  |  |        |        |        |  |
|  | Charleston Battery        | Charleston Battery        | 1                   |                     | Harrisburg City I.  | Harrisburg City I.  | 0          |            |  |  |        |        |        |  |
|  |                           |                           |                     |                     |                     |                     |            |            |  |  |        |        |        |  |
|  |                           |                           | Sacramento Republic | Sacramento Republic | 2                   |                     |            |            |  |  |        |        |        |  |
|  | Sacramento Republic       | Sacramento Republic       | Sacramento Republic | Sacramento Republic | 2                   | 4                   |            |            |  |  |        |        |        |  |
|  | Sacramento Republic       | Sacramento Republic       |                     |                     |                     |                     |            |            |  |  |        |        |        |  |
|  | Wilmington Hammerheads    | Wilmington Hammerheads    | 1                   |                     |                     |                     |            |            |  |  |        |        |        |  |
|  | Wilmington Hammerheads    | Wilmington Hammerheads    | 1                   |                     | Sacramento Republic | Sacramento Republic | 3          |            |  |  |        |        |        |  |
|  |                           |                           |                     |                     | Sacramento Republic | Sacramento Republic | 3          |            |  |  |        |        |        |  |
|  |                           |                           | Ventura County      | Ventura County      | 2                   |                     |            |            |  |  |        |        |        |  |
|  | Ventura County            | Ventura County            | Ventura County      | Ventura County      | 2                   | 2                   |            |            |  |  |        |        |        |  |
|  | Ventura County            | Ventura County            |                     |                     |                     |                     |            |            |  |  |        |        |        |  |
|  | Rochester Rhinos          | Rochester Rhinos          | 1                   |                     |                     |                     |            |            |  |  |        |        |        |  |

## Verdetti
- Sacramento Republic Campione USL Pro 2014 (primo titolo)
- Orlando City Vincitore Commissioner's Cup 2014